# 太田輝資
太田 輝資（おおた てるすけ）は、戦国時代から江戸時代初期にかけての武将。後北条氏の家臣。太田資高の子。受領名は右衛門佐、後に備中守。

## 略歴
初め、兄・康資と共に武蔵国江戸城にいたが、兄が同族の岩付城主太田資正と共に里見氏に通じると、これに従わずに資正の嫡男・太田氏資と結んでこれを放逐した。以後、氏資の配下となるが、氏資が三船山合戦にて戦死した後は北条氏からの養子である太田源五郎・氏房兄弟に仕えた。右衛門佐は北条氏光と重なるために官途名を太田氏ゆかりの備中守に改めたが、備中守は北条氏ゆかりの名前で同氏五代の家中を通じてこの名乗りを許されたのは、輝資が唯一の例であった。
甲州征伐においては、上野国方面から甲斐武田氏の所領である信濃国への進撃を命じられたが、進撃に手間取っているうちに、逆に織田氏の滝川一益による上野進出を許してしまい、北条氏政の怒りを買った。
小田原征伐後に所領を失い、関東の領主となった徳川家康より仕官の誘いを受けるが、旧領である武蔵谷古田（現在の埼玉県川口市）に退いて隠遁生活を送っていたという。